# 혼 두란
혼 하데르 두란 팔라시오(스페인어: Jhon Jader Durán Palacio, 2003년 12월 13일~)는 콜롬비아의 축구 선수이다. 그의 포지션은 윙어 또는 공격수로, 현재 튀르키예 쉬페르리그의 페네르바흐체에서 활약하고 있다.

## 구단 경력
2019년부터 2021년까지 엔비가도에서 뛰었다.
2020년 10월, 가디언지가 선정한 "세계 축구 최고의 유망주 60인" 명단에 포함되었다.
시카고 파이어의 기술 이사인 제바스티안 펠처는 듀란의 전 소속팀인 엔비가도에서 다른 선수의 경기를 지켜보다 듀란을 발견하고 재빨리 £1.5M의 이적료의 영입을 승인했다. 그는 구단이 듀란을 통해 큰 이익을 얻을 수 있을 것이라고 확신했다.
2021년 1월, 시카고 파이어는 2022년 1월 1일부터 시작되는 계약으로 듀란을 영입했다.
두란은 2022년 2월 26일 인터 마이애미 CF와의 경기에서 시카고 파이어 데뷔전을 치렀다. 그는 2022년 5월 14일 FC 신시내티와의 경기에서 데뷔골을 기록했다.

### 애스턴 빌라
2023년 1월 16일, 프리미어리그의 애스턴 빌라는 듀란 영입에 합의했다고 발표했다. 영입을 완료하기까지 메디컬 테스트, 개인 합의, 취업 비자 발급 절차가 남아있다. 듀란은 이적을 완료하기 위해 2023년 남아메리카 U-20 챔피언십에 참가한 콜롬비아 대표팀 훈련장 떠나 잉글랜드로 향했다. 듀란은 1월 23일에 이적을 완료했다. 이적료는 £14.75M으로 추정됐으며 추가로 £3.3M의 보너스 옵션이 포함됐다.
2023년 2월 4일, 듀란은 4-2로 패한 레스터 시티와의 경기에서 막판 교체 투입되어 프리미어리그 데뷔전을 치렀다.

## 국가대표팀 경력
듀란은 2019년 남아메리카 U-17 챔피언십에 콜롬비아 U-17 축구 국가대표팀의 일원으로 출전했다. 그는 2022년 9월 24일, 과테말라와의 경기에서 하프타임에 라다멜 팔카오와 교체 투입되어 콜롬비아 성인 국가대표팀 데뷔전을 치렀다.